# Heinrich Getzeny
Heinrich Getzeny (* 26. Mai 1894 in Ludwigsburg; † 1. April 1970 in Stuttgart) war ein deutscher Kulturphilosoph und Publizist.

## Leben
Während seiner Jugendjahr wuchs er bei seinem Onkel Paul Rießler, dem Professor für Altes Testament, in Tübingen auf. Dort machte er sein Abitur und studierte katholische Theologie, Philosophie, Kunst, Geschichte und Wirtschaftswissenschaften. In den Jahren nach dem Ersten Weltkrieg wirkte er zunächst als Sekretär des katholischen Volksvereins in Berlin. 1925 kehrte Getzeny in die Diözese Rottenburg zurück. Bekannt wurde er durch die Kunstfahrten. Die Vortragstätigkeit, die im 3. Reich durch die Nationalsozialisten verboten wurde, nahm er nach dem Krieg wieder auf. Er veranstaltete Vorträge in den Bauernschulen in Marientann, Bad Waldsee und besonders in Wernau (1950–1970). Er schrieb zahlreiche Aufsätze für die Zeitschrift Hochland.

## Schriften (Auswahl)
- Vom Reich der Werte. Eine Einführung in die phaenomenologische Ethik und Religionsphilosophie. Habelschwerdt 1925, OCLC 72533246.
- Der mittelrheinische Altar im Erzbischöflischen Diözesanmuseum zu Utrecht. Wiedergabe in 8 Farbtafeln und 4 Lichtdrucktafeln, mit Begleittext. Stuttgart 1928, OCLC 72484951.
- Kapitalismus und Sozialismus im Lichte der neueren, insbesondere der katholischen Gesellschaftslehre. Regensburg 1932, OCLC 215045905.
- Der heilige Joseph. Nährvater Jesu und Schutzpatron der Kirche. Erkenschwick 1937, OCLC 72533241.